# Języki południowej Bougainville
Języki południowej Bougainville (klasyfikowane również jako języki wschodniej Bougainville)  – mała rodzina języków papuaskich z Wyspy Bougainville’a, należącej do prowincji Bougainville w Papui-Nowej Gwinei. Najlepiej opisanym w literaturze lingwistycznej jest język nasioi.
Stephen Wurm (1972) zaliczył je do zaproponowanej grupy wschodniopapuaskiej.

## Klasyfikacja[4]
Języki papuaskie
Języki południowej Bougainville
| Grupy i języki                    | Liczba mówiących |
| --------------------------------- | ---------------- |
| Gałąź nasioi                      |                  |
| lantanai (daantanai’)             | 600              |
| koromira                          | 2500             |
| nasioi (naasioi, kieta, aunge)    | 20 000           |
| oune (ounge)                      | 1000             |
| sibe (nagovisi)                   | 6000             |
| simeku                            | 3000             |
| Gałąź buin                        |                  |
| buin (terei, rugara)              | 27 000           |
| siwai (motuna) z dialektem baitsi | 6600             |
| uisai (uitai)                     | 2500             |